# Lazaristenkirche (Krakau)
Die Lazaristenkirche (polnisch Kościół Misjonarzy) oder auch Bekehrung-des-Paulus-Kirche (poln. Kościół Nawrócenia św. Pawła) in Krakau ist eine katholische Kirche an der ul. Stradomska 4 im Stadtteil Stradom südlich des Burgbergs Wawel.

## Geschichte

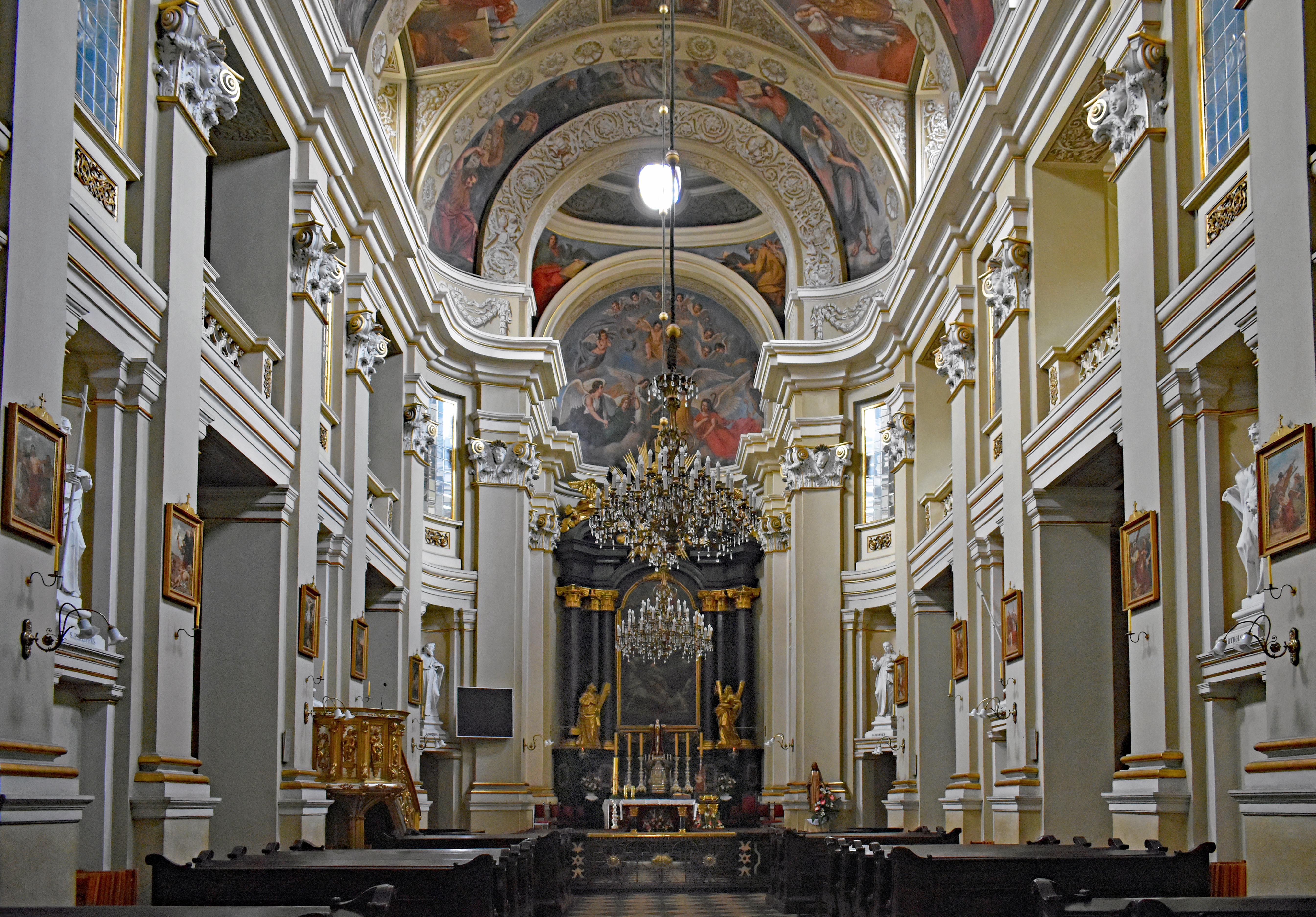
Innenraum

Die Lazaristen wurden von Bischof Jan Małachowski 1682 von Kulm nach Krakau geholt, wo sie zunächst auf dem Wawel untergebracht wurden. Mit dem Bau der Lazaristenkirche wurde 1693 begonnen. Sie wurde von 1719 bis 1728 von Kacper Bażanka im spätbarocken Stil weiter ausgebaut. Bażanka setzte zur Illusionszwecken zahlreiche Spiegel im Kircheninneren ein. Die Einweihung durch Bischof Michał Kunicki erfolgte erst 1732. Der Hauptaler wurde 1761–62 von Tadeusz Kuntze gestaltet. Weitere barocke Kunstwerke in der Kirche schuf unter anderem Łukasz Orłowski und Antoni Frąckiewicz. Kunstwerke aus dem 19. Jahrhundert schufen für die Kirche Aleksander Kotsis, Walery Eljasz-Radzikowski und Izydor Jabłoński. Die Kirche besitzt auch Werke des Manierismusmalers Martin Kober. Im 20. Jahrhundert hat unter anderem Wiktor Zin seine Spuren in der Kirche hinterlassen.